# Unione Sportiva Mestrina 1955-1956
Questa voce raccoglie le informazioni riguardanti l'Unione Sportiva Mestrina nelle competizioni ufficiali della stagione 1955-1956.

## Rosa
| N. |                   | Ruolo | Calciatore          |
| -- | ----------------- | ----- | ------------------- |
|    | Italia (bandiera) | C     | Otello Badiali      |
|    | Italia (bandiera) | A     | Antonio Bellotto    |
|    | Italia (bandiera) | D     | Valentino Benassuti |
|    | Italia (bandiera) | D     | Elio Binda          |
|    | Italia (bandiera) | C     | Ugo Callegari       |
|    | Italia (bandiera) | D     | Danilo Campanarin   |
|    | Italia (bandiera) | A     | Amos Carminati      |
|    | Italia (bandiera) | A     | Ivano Cesaro        |
|    | Italia (bandiera) | C     | Giorgio Florit      |
|    | Italia (bandiera) | C     | Renzo Furlan        |

| N. |                   | Ruolo | Calciatore           |
| -- | ----------------- | ----- | -------------------- |
|    | Italia (bandiera) | A     | Mario Giacconi       |
|    | Italia (bandiera) | P     | Salvatore Maccheroni |
|    | Italia (bandiera) | A     | Sergio Mazzocco      |
|    | Italia (bandiera) | C     | Giorgio Monari       |
|    | Italia (bandiera) | D     | Giuliano Petiziol    |
|    | Italia (bandiera) | A     | Arnaldo Saro         |
|    | Italia (bandiera) | C     | Mario Silvestri      |
|    | Italia (bandiera) | C     | Marcello Venier      |
|    | Italia (bandiera) | A     | Vernacci             |